# Cratere Xochipilli
Xochipilli è un cratere sulla superficie di Cerere.